# Rebecca Adlington
Rebecca „Becky” Adlington (ur. 17 lutego 1989 w Mansfield) – brytyjska pływaczka specjalizująca się w stylu dowolnym, mistrzyni olimpijska z Pekinu na dystansie 400 m i 800 m stylem dowolnym, mistrzyni świata na krótkim basenie w wyścigu na 800 m stylem dowolnym.
Odznaczona Orderem Imperium Brytyjskiego IV klasy.

## Sukcesy

### Igrzyska olimpijskie
| Olimpiada  | Data             | Konkurencja           | Rezultat    | Miejsce |
| ---------- | ---------------- | --------------------- | ----------- | ------- |
| Pekin 2008 | 11 sierpnia 2008 | 400 m stylem dowolnym | 4:03,22 min | 1       |
| Pekin 2008 | 16 sierpnia 2008 | 800 m stylem dowolnym | 8:14,10 min | 1       |

### Mistrzostwa świata (basen 50 m)
- 2009 Rzym –  (400 m stylem dowolnym)
- 2009 Rzym –  (sztafeta 4 × 200 m stylem dowolnym)

### Mistrzostwa świata (basen 25 m)
- 2008 Manchester –  (800 m dowolnym)
- 2008 Manchester –  (sztafeta 4 × 200 m dowolnym)

### Mistrzostwa Europy
- 2006 Budapeszt –  (800 m dowolnym)
- 2010 Budapeszt –  (4 × 200 metrów dowolnym)
- 2010 Budapeszt –  (400 metrów dowolnym)

## Rekordy świata
| Data             | Miejsce | Basen      | Konkurencja           | Rezultat    | Status                           |
| ---------------- | ------- | ---------- | --------------------- | ----------- | -------------------------------- |
| 16 sierpnia 2008 | Pekin   | 50-metrowy | 800 m stylem dowolnym | 8:14,10 min | do 3 sierpnia 2013 Katie Ledecky |

## Wyróżnienia
- 2008: najlepsza pływaczka roku w Europie